# Mortierella macrocystis
Mortierella macrocystis är en svampart som beskrevs av W. Gams 1961. Mortierella macrocystis ingår i släktet Mortierella och familjen Mortierellaceae.   Inga underarter finns listade i Catalogue of Life.